# Europees kampioenschap voetbal 2008/Groep B
Groep B van het Europees kampioenschap voetbal 2008 begon op 8 juni 2008 en eindigde op 16 juni 2008. De groep bestond uit Oostenrijk (een van de gastlanden), Kroatië, Duitsland en Polen. Oostenrijk en Polen werden in de groep uitgeschakeld.
| Land       | Wed | Win | Gel | Ver | DV | DT | +/− | Pnt |
| ---------- | --- | --- | --- | --- | -- | -- | --- | --- |
| Kroatië    | 3   | 3   | 0   | 0   | 4  | 1  | +3  | 9   |
| Duitsland  | 3   | 2   | 0   | 1   | 4  | 2  | +2  | 6   |
| Oostenrijk | 3   | 0   | 1   | 2   | 1  | 3  | –2  | 1   |
| Polen      | 3   | 0   | 1   | 2   | 1  | 4  | –3  | 1   |

|                                              |            |                  |                  |                                                                                          |
| 8 juni 2008 «onderlinge duels» 18:00 (UTC+2) | Oostenrijk | 0 – 1            | Kroatië          | Ernst Happelstadion, Wenen Toeschouwers: 51.428 Scheidsrechter: Pieter Vink ( Nederland) |
| 8 juni 2008 «onderlinge duels» 18:00 (UTC+2) |            | Wedstrijdverslag | 4' (pen.) Modrić | Ernst Happelstadion, Wenen Toeschouwers: 51.428 Scheidsrechter: Pieter Vink ( Nederland) |

|                                              |                   |                  |       | |
| 8 juni 2008 «onderlinge duels» 20:45 (UTC+2) | Duitsland         | 2 – 0            | Polen | Wörthersee Stadion, Klagenfurt Toeschouwers: 30.461 Scheidsrechter: Tom Henning Øvrebø ( Noorwegen) |
| 8 juni 2008 «onderlinge duels» 20:45 (UTC+2) | Podolski 20', 75' | Wedstrijdverslag |       | Wörthersee Stadion, Klagenfurt Toeschouwers: 30.461 Scheidsrechter: Tom Henning Øvrebø ( Noorwegen) |

|                                               |                   |                  |              |                                                                                                  |
| 12 juni 2008 «onderlinge duels» 18:00 (UTC+2) | Kroatië           | 2 – 1            | Duitsland    | Wörthersee Stadion, Klagenfurt Toeschouwers: 30.461 Scheidsrechter: Frank De Bleeckere ( België) |
| 12 juni 2008 «onderlinge duels» 18:00 (UTC+2) | Srna 24' Olić 62' | Wedstrijdverslag | 79' Podolski | Wörthersee Stadion, Klagenfurt Toeschouwers: 30.461 Scheidsrechter: Frank De Bleeckere ( België) |

|                                               |                     |                  |               |                                                                                         |
| 12 juni 2008 «onderlinge duels» 20:45 (UTC+2) | Oostenrijk          | 1 – 1            | Polen         | Ernst Happelstadion, Wenen Toeschouwers: 51.428 Scheidsrechter: Howard Webb ( Engeland) |
| 12 juni 2008 «onderlinge duels» 20:45 (UTC+2) | Vastić 90+3' (pen.) | Wedstrijdverslag | 30' Guerreiro | Ernst Happelstadion, Wenen Toeschouwers: 51.428 Scheidsrechter: Howard Webb ( Engeland) |

|                                               |       |                  |             |                                                                                                   |
| 16 juni 2008 «onderlinge duels» 20:45 (UTC+2) | Polen | 0 – 1            | Kroatië     | Wörthersee Stadion, Klagenfurt Toeschouwers: 30.461 Scheidsrechter: Kyros Vassaras ( Griekenland) |
| 16 juni 2008 «onderlinge duels» 20:45 (UTC+2) |       | Wedstrijdverslag | 52' Klasnić | Wörthersee Stadion, Klagenfurt Toeschouwers: 30.461 Scheidsrechter: Kyros Vassaras ( Griekenland) |

|                                               |            |                  |             |                                                                                                  |
| 16 juni 2008 «onderlinge duels» 20:45 (UTC+2) | Oostenrijk | 0 – 1            | Duitsland   | Ernst Happelstadion, Wenen Toeschouwers: 51.428 Scheidsrechter: Manuel Mejuto González ( Spanje) |
| 16 juni 2008 «onderlinge duels» 20:45 (UTC+2) |            | Wedstrijdverslag | 49' Ballack | Ernst Happelstadion, Wenen Toeschouwers: 51.428 Scheidsrechter: Manuel Mejuto González ( Spanje) |

## Overzicht van wedstrijden
| Groepswedstrijden | | | |
| Groep A | Groep B | Groep C | Groep D |
| Zwitserland - Tsjechië Portugal - Turkije Tsjechië - Portugal Zwitserland - Turkije Zwitserland - Portugal Turkije - Tsjechië | Oostenrijk - Kroatië Duitsland - Polen Kroatië - Duitsland Oostenrijk - Polen Oostenrijk - Duitsland Polen - Kroatië | Roemenië - Frankrijk Nederland - Italië Italië - Roemenië Nederland - Frankrijk Nederland - Roemenië Frankrijk - Italië | Spanje - Rusland Griekenland - Zweden Zweden - Spanje Griekenland - Rusland Griekenland - Spanje Rusland - Zweden |
| Kwartfinales | | | |
| Portugal - Duitsland | Kroatië - Turkije | Nederland - Rusland | Spanje - Italië                                                                                                   |
| Halve finales | | | |
| Duitsland - Turkije | Duitsland - Turkije                                                                                                  | Rusland - Spanje | Rusland - Spanje                                                                                                  |
| Finale | | | |
| Duitsland - Spanje | | | |